# Medeiros Neto (ort)
Medeiros Neto är en ort i Brasilien.   Den ligger i kommunen Medeiros Neto och delstaten Bahia, i den sydöstra delen av landet, 800 km öster om huvudstaden Brasília. Medeiros Neto ligger 150 meter över havet och antalet invånare är 15 254.
Terrängen runt Medeiros Neto är huvudsakligen platt. Medeiros Neto ligger nere i en dal. Det finns inga andra samhällen i närheten.
Omgivningarna runt Medeiros Neto är huvudsakligen savann. Runt Medeiros Neto är det glesbefolkat, med 18 invånare per kvadratkilometer.